# Syringodermataceae
Famille
Les Syringodermataceae sont une famille d’algues brunes de l’ordre des Syringodermatales. 

## Étymologie
Le nom vient du genre type Syringoderma, dérivé du grec συριγξ / syrinx, « canal, tuyau, fistule », et δέρμα / dérma, peau. 

## Liste des genres
Selon AlgaeBase (22 août 2017) :
- Microzonia J.Agardh
- Syringoderma Levring

Selon World Register of Marine Species (22 août 2017) :
- Syringoderma Levring, 1940